# Provinz Sihuas

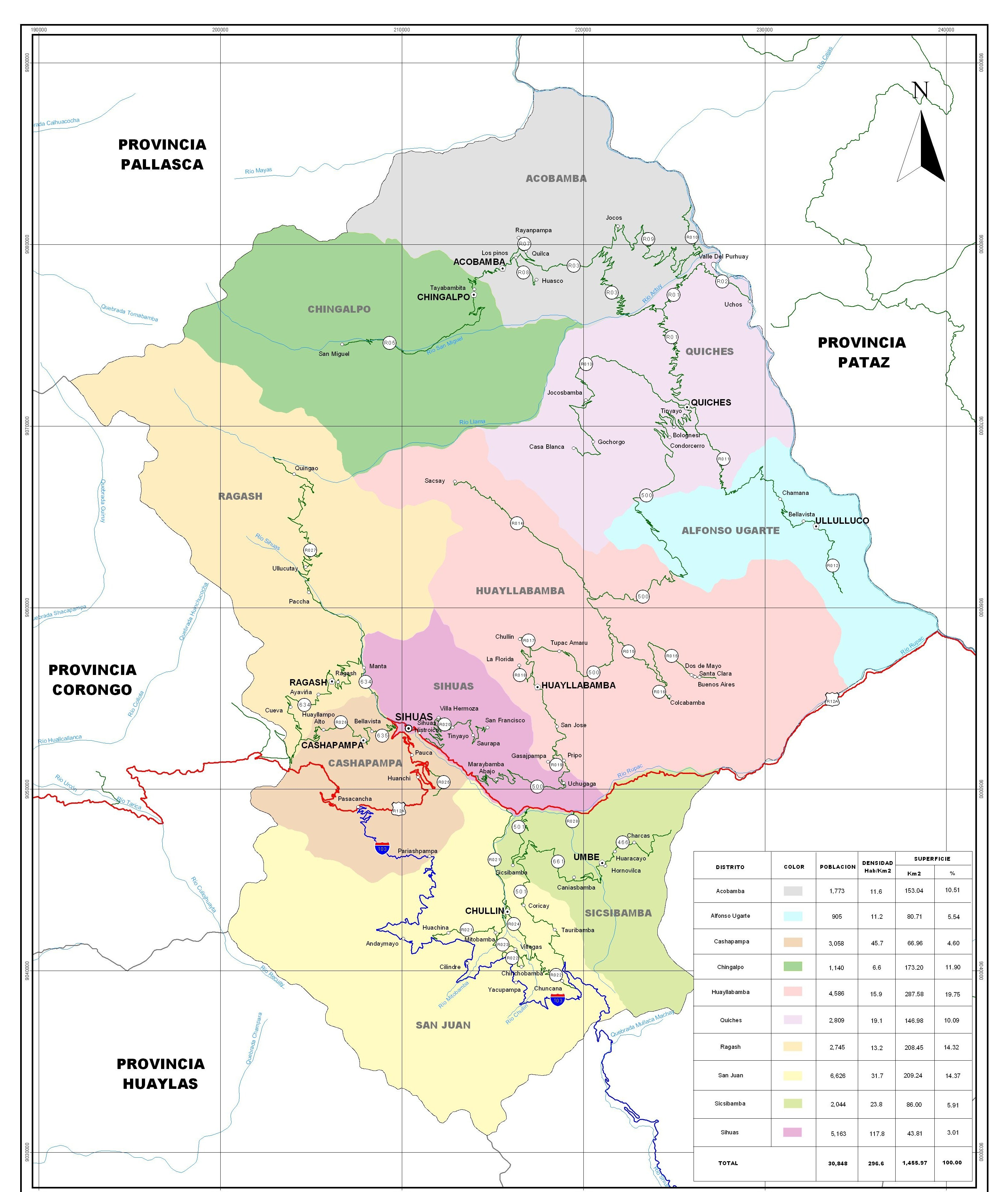
Lage der Distrikte

Die Provinz Sihuas ist eine der 20 Provinzen, die die Verwaltungsregion Ancash in Peru bilden. Die Provinz hat eine Fläche von 1456 km², die Einwohnerzahl betrug im Jahr 2017 26.971. Verwaltungssitz ist Sihuas.

## Geographische Lage
Die Provinz Sihuas befindet sich östlich der nördlichen Ausläufer der Cordillera Blanca, einem Gebirgszug der peruanischen Westkordillere. Im Osten bildet der Río Marañón die Grenze zur Provinz Pataz, die zur Verwaltungsregion La Libertad gehört. Die Flüsse Río Rupac und Río Actuy entwässern das Gebiet nach Osten zum Río Marañón. Die Nachbarprovinzen innerhalb der Verwaltungsregion Ancash sind: Pallasca im Nordwesten, Corongo im Westen, Huaylas im Südwesten sowie Pomabamba im Südosten.

## Verwaltungsgliederung
Die Provinz Sihuas besteht aus zehn Distrikten (distritos). Der Distrikt Sihuas ist Sitz der Provinzverwaltung.
| Distrikt       | Verwaltungssitz |
| -------------- | --------------- |
| Acobamba       | Acobamba        |
| Alfonso Ugarte | Ullulluco       |
| Cashapampa     | Cashapampa      |
| Chingalpo      | Chingalpo       |
| Huayllabamba   | Huayllabamba    |
| Quiches        | Quiches         |
| Ragash         | Ragash          |
| San Juan       | Chullín         |
| Sicsibamba     | Umbe            |
| Sihuas         | Sihuas          |